# 澤地隆
澤地 隆（さわち りゅう、1961年4月8日 - ） は、日本の作詞家。

## 略歴
1961年4月8日生まれ。神奈川県横浜市出身。1974年横浜市立間門小学校卒業。1977年慶應義塾普通部卒業。1980年慶應義塾高等学校卒業。1985年慶應義塾大学文学部人間関係学科卒業。
キーボーディストとしていくつかのバンドに参加したのち、1986年チャゲ&飛鳥のアルバム『TURNING POINT』で作詞家としてデビュー。
CHAGE and ASKA、MULTI MAX、西田ひかる、田原俊彦ほか、数々のアーティストに詞を提供。
作詞家としての活動の傍ら、会社員としての顔を持つ兼業作家でもあり、2022年6月からはグローバルアルミニウム総合メーカーである株式会社UACJで常勤監査役を担う。
社団法人日本音楽著作権協会正会員
うたまっぷ作詞スクール教授
通信作詞講座 Room 3076

## 提供作品
- 明石家さんま
  - シングル・ベッド（作曲：CHAGE）
- 浅井ひろみ
  - くちびるが読めない（作曲：Tony Kosinec）
  - Cheek to Cheek（作曲：浅井ひろみ）
  - 生まれてはじめて（作曲：宇佐元恭一）
  - Life（作曲：Kato de Ryu da）
  - パパとママの秘密（作曲：近藤敬三）
- 池田政典
  - Never（作曲：船山基紀）
  - Evening Blue（作曲：高橋昌弘）
  - Let me be alone（作曲：船山基紀）
- 岩城滉一
  - 雨の匂い 君の香り（作曲：羽田一郎）
- 柏原芳恵
  - 白夜の国へ（作曲：Frankie.T）
- 佐々木ゆう子
  - 恋はC'est si bon（作曲：関淳二郎）
  - いちばんいい時（作曲：近藤敬三）
  - ワルイコ（作曲：近藤敬三）
  - 勉強しようよ（作曲：近藤敬三）
- THE ALPHA
  - 少しLonely Night（作曲：村上啓介）
- 田中昌之
  - SLOW DOWN（作曲：CHAGE）
- 清水宏次朗
  - CRESCENT MYSTERY（作曲：飛鳥涼）
- 竹内のぞみ
  - ドルチェ（作曲：P-suke）
  - そわそわしましょう（作曲：P-suke）
- Chage
  - Many Happy Returns[1]（作曲：CHAGE）
  - 僕はどうかな （作曲：渡辺等）
  - うたたね（作曲：CHAGE）
  - そういうひと[2]（作曲:CHAGE）
- CHAGE and ASKA
  - キャンディー・ラブになり過ぎて（作曲：CHAGE）
  - キューピッドはタップ・ダンス （作曲：CHAGE）
  - ショート・ショート（作曲：CHAGE）
  - HIDARIMEが感じてる（作曲：CHAGE）
  - Count Down（作曲：CHAGE）
  - 不条理なkissを忘れない（作曲：CHAGE）
  - ADIOS SEÑORITA（作曲：CHAGE）
  - やさしさの向こう側（作曲：CHAGE）
  - ボニーの白い息（作曲：CHAGE）
  - 今宵二人でX'mas（作曲：CHAGE）
  - わき役でほほえんで（作曲：CHAGE）
  - 噂のトラブル・メーカー（作曲：CHAGE）
  - 夏の終わり（作曲：CHAGE）
  - あきらめのBlue Day（作曲：CHAGE）
  - 待ちぼうけ LONELY TOWN（作曲：CHAGE）
  - レノンのミスキャスト（作曲：CHAGE）
  - 焦燥（作曲：CHAGE）
  - ソプラノ（作曲：CHAGE）
  - 赤いベッド（作曲：CHAGE）
  - Rainy Night（作曲：CHAGE）
  - 東京Doll（作曲：CHAGE）
  - 夢のあとさき（作曲：CHAGE）
  - さよならは踊る（作曲：CHAGE）
  - 流れ星のゆくえ（作曲：CHAGE）
  - YELLOW MEN（作曲：CHAGE）
  - Reason（作曲：CHAGE）
- 田原俊彦
  - アントニオのBar（作曲：筒美京平）
  - 壊れかけたスマート（作曲：井上ヨシマサ）
- とんねるず
  - そこはかとなく揺らめきハート（作曲：CHAGE）
- 西田ひかる
  - フラミンゴの勇気 （作曲：茂村泰彦）
  - プンプンプン（作曲：CHAGE）
  - 手のひらのわたし（作曲：CHAGE）
  - China Doll（作曲：CHAGE）
  - 月夜に機関銃（作曲：CHAGE）
- 早見優
  - Newsにならない恋（作曲：CHAGE）
  - 少しだけFriday Kiss（作曲：山崎稔）
  - 素顔でニュートラル（作曲：紅林やよい）
  - ジャスト・ビートで勝負して（作曲：羽田一郎）
  - Love Station（作曲：高橋研）
- 光GENJI
  - BAD BOY（作曲：CHAGE）
  - ほのかに甘くHOLIDAY（作曲：CHAGE）
  - 風はオレンジ（作曲：松尾清憲）
  - TAKE OFF（作曲：後藤次利）
  - Dream -風に打たれて-（作曲：都志見隆）
- プチ☆ぷち
  - めざせ一等賞!（作曲：佐藤準）
- 古谷徹
  - BAYSIDE DANCER（作曲：鷺巣詩郎）
- 松原みき
  - B・S・T （作曲：羽場仁志）
- MULTI MAX
  - SOME DAY（作曲：CHAGE）
  - MULTI MAXのテーマ[2]（作曲：CHAGE）
  - OH MY GOD!（作曲：CHAGE）
  - HEAVEN（作曲：CHAGE）
  - WINDY ROAD （作曲：CHAGE）
  - DEEP （作曲：浅井ひろみ）
  - SO SO（作曲：村上啓介）
  - 僕と君のように[2]（作曲：CHAGE）
  - 勇気の言葉 （作曲：村上啓介・CHAGE）
  - 愛してる（作曲：CHAGE・村上啓介）
  - MOFU IV[3]（作曲：村上啓介）
  - ひらひら（作曲：浅井ひろみ）
  - 愛の空で[2]（作曲：CHAGE）